# Joseph Kay
Joseph Kay, né le 27 février 1821 et mort le 9 octobre 1878, est un économiste britannique et juge sur le Circuit du Nord [Quoi ?].

## Biographie
Il est né à Salford, Lancashire, le frère de James Kay-Shuttleworth et Edward Ebenezer Kay. Formé en privé et au Trinity College de Cambridge, il est admis au barreau à Inner Temple en 1848. Il est nommé juge de la cour de Salford Hundred en 1862 et en 1869 est nommé conseiller de la reine. Il est surtout connu pour une série d'ouvrages sur la condition sociale des pauvres en France, en Suisse, aux Pays-Bas, en Allemagne et en Autriche, les matériaux pour lesquels il a rassemblé au cours d'une tournée de quatre ans en tant que bachelor itinérant de son université. Il s'agit de L'éducation des pauvres en Angleterre et en Europe (Londres, 1846); La condition sociale du peuple en Angleterre et en Europe (Londres, 1850, 2 vol. ); La condition et l'éducation des enfants pauvres en anglais et dans les villes allemandes (Manchester, 1853). Il est également l'auteur de The Law relative aux capitaines de navires et marins (Londres, 1875) et au Free Trade in Land (1879, avec mémoire). 
En 1863, Joseph épouse Mary Drummond, fille de Maria Drummond et Thomas Drummond, son mariage dure quinze ans jusqu'à sa mort à Fredley, près de Dorking, Surrey en 1878. 